# Vic Vogel
Victor Stefan „Vic“ Vogel (* 3. August 1935 in Montréal; † 16. September 2019 ebendort) war ein kanadischer Jazzmusiker (Piano, auch Tuba, Posaune), Arrangeur, Komponist und Bandleader.

## Leben und Wirken
Vogel, der aus einer Familie ungarischer Einwanderer stammt, wurde als Kind im Klavierspiel, 1954/55 auch Musiktheorie und -analyse von Michel Hirvy unterrichtet. Autodidaktisch lernte er außerdem Posaune, Tuba, Vibraphon und Arrangement. Seine Karriere begann er Ende der 1950er-Jahre in den Show- und Bigbands von Hugh Sealey, George Sealey, Boogie (Paul) Gaudet und Steve Garrick, bevor er 1960 seine erste Formation im Club Chez Parée zusammengestellte. Er tourte als Pianist in Quebec mit dem Vokalensemble Les Double Six und spielte Anfang der 1960er-Jahre im Lee Gagnon Tentet. 1966 leitete er eine Gruppe Montrealer Jazzmusiker und tourte mit ihnen durch Europa.
In den folgenden Jahren arbeitete er für den Fernsehsender CBC als musikalischer Leiter diverser TV-Shows; im Radioprogramm des CBC trat er mit eigenen Gruppen in den Sendungen Jazz en liberté, Jazz Canadiana, Jazz sur le vif und Jazz Beat auf. Daraus ging 1968 die Vic Vogel Big Band hervor, stilistisch orientiert am Duke Ellington Orchestra. Bis 1978 trat sie regelmäßig im Club El Casino auf. 1979 entstand das Album Offenbach en fusion, das mit dem Félix Award als Rockalbum des Jahres ausgezeichnet wurde. 1982 tourte Vogel mit seiner Band in Frankreich; 1985 gastierte die Bigband auf dem Ottawa International Jazz Festival. Gelegentlich trat sie auch mit amerikanischen Gastsolisten wie Zoot Sims und Phil Woods (1984), Mel Tormé (1985) oder Dizzy Gillespie (1986) auf. Zu den Musikern seiner Bands gehörten u. a. Brian Barley und Andrew Homzy.
Neben der Arbeit mit seiner Bigband war Vogel als Arrangeur und gelegentlich auch als Orchesterleiter tätig, so bei den Olympischen Spielen 1976 und den Canada Games 1985. Außerdem arbeitete er für verschiedene Musiktheater, wie das Théâtre des Variétés sowie Film- und Fernsehmusik. Er trat mit seiner Bigband häufig auf dem Festival International de Jazz de Montréal auf. Im Bereich des Jazz war er zwischen 1972 und 2006 an 76 Aufnahmesessions beteiligt. An einem Abschiedskonzert 2015 konnte er krankheitsbedingt nicht mitwirken.